# Техасский университет в Арлингтоне
Техасский университет в Арлингтоне (англ. University of Texas at Arlington; сокр. UTA или UT Arlington) — американский государственный исследовательский университет в Арлингтоне, штат Техас.
Университет был основан в 1895 году и в течение нескольких десятилетий входил в систему Техасского университета A&M, пока не присоединился к системе Техасского университета в 1965 году.

## История
История университета началась с открытия в сентябре 1895 года Арлингтонского колледжа, который был основан как частная школа для учащихся начального и среднего уровня. Местный торговец Эдвард Эммет Рэнкин организовал сограждан города, чтобы они пожертвовали материалы и землю для строительства здания школы, где в настоящее время находится современный кампус. Рэнкин также убедил двух содиректоров государственной школы в Арлингтоне — Ли Моргана Хаммонда и Уильяма Маршалла Тримбла, инвестировать и занимать эте же должности в Арлингтонском колледже.
В первые несколько лет в колледже обучалось от 75 до 150 студентов. Но в 1902 году Арлингтонский колледж был закрыт, а его собственность продана Джеймсу Маккою Карлайлу, который на тот момент уже зарекомендовал себя как уважаемый педагог в регионе Северного Техаса. Осенью 1902 года он открыл Военную академию Карлайла (Carlisle Military Academy). К 1905 году набор в академию вырос до 150 студентов, и началось большое расширение её кампуса. Также были построены новые казармы, беговая дорожка, спортзал и крытый бассейн. Академия стала известной в США, но набор в неё перестал расти, и Карлайл столкнулся с серьёзными финансовыми проблемами.
В 1913 году Военная академия Карлайла была закрыта, и осенью 1913 года Генри Кирби Тейлор, приехавший из штата из Миссури, где он был президентом Северо-Западного государственного педагогического колледжа (ныне Северо-западный государственный университет Миссури), преобразовал учебное заведение Карлайла в военную Арлингтонскую учебную школу (Arlington Training School). Школа была официально зарегистрирована в 1915 году. Но в 1916 году Тейлор покинул школу, и был нанят Джон Додсон для создания третьего по счёту военного учебного заведения с названием Арлингтонская военная академия (Arlington Military Academy). Зачисление в академию было очень низким, и она закрылась через год работы.
Обсуждались перспективы превращения учебного заведения в государственный неполный профессиональный колледж. Винсент Вудбери Грабб, юрист и защитник образования, организовал чиновников Арлингтона, чтобы они лоббировали в законодательном собрании штата создание нового колледжа, в результате чего в Арлингтоне был основан филиал Техасского университета A&M, который назвали Профессиональный колледж Грабба (Grubbs Vocational College). Его название изменилось в 1923 году на Сельскохозяйственный колледж Северного Техаса (North Texas Agricultural College); с 1925 года в течение двадцати лет его возглавлял декан Эдвард Эверетт Дэвис (Edward Everett Davis). Великая депрессия привела к значительному сокращению финансирования и сокращению числа студентов. Во время Второй мировой войны колледж обучал студентов с акцентом на «военную программу» и участвовал в программе обучения V-12 Navy College Training Program.

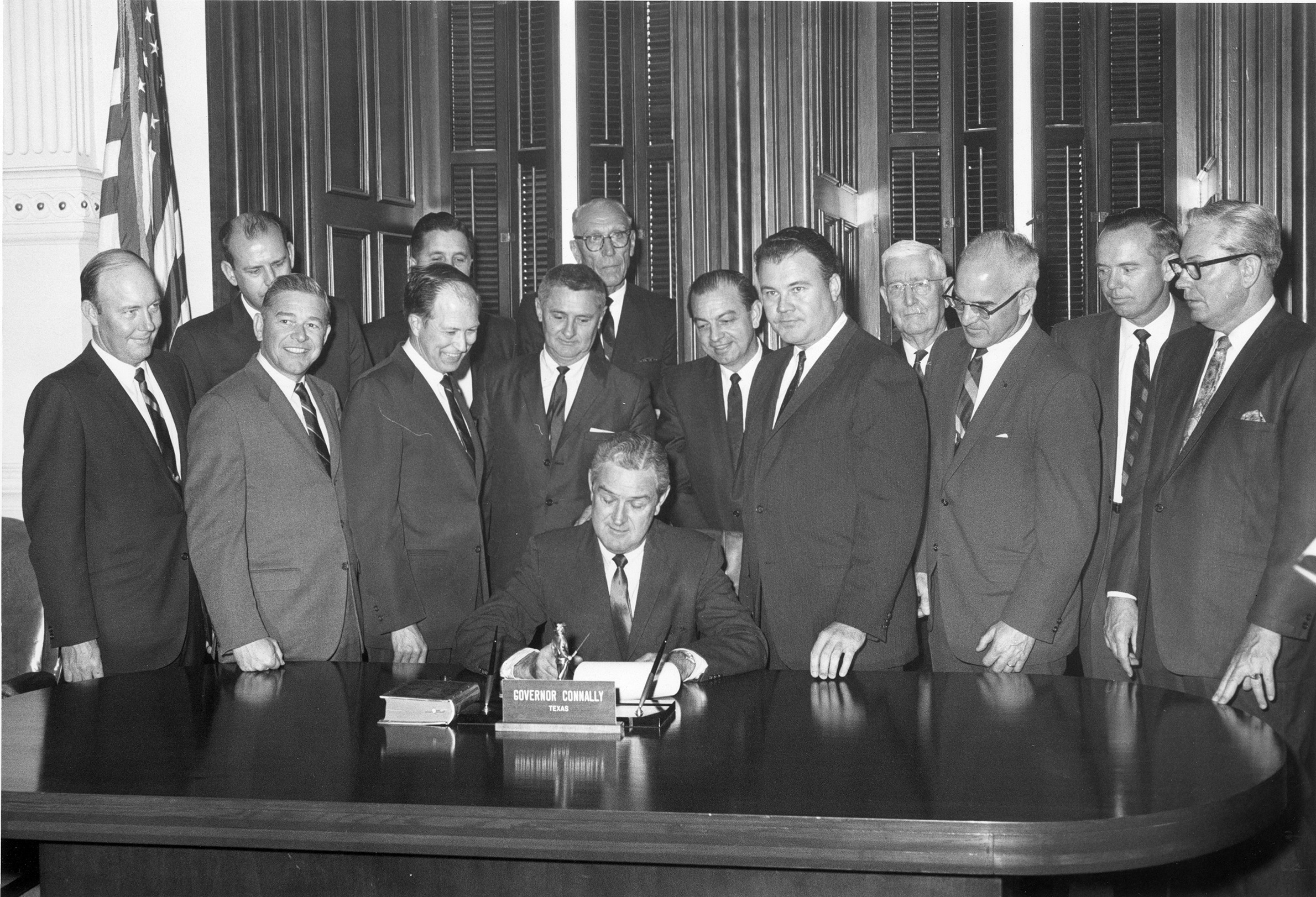
Губернатор Джон Конналли подписывает закон об отделении Арлингтонского колледжа от системы Техасского университета A&M

В 1948 году была создана Техасская система A&M, и название учебного заведения в 1949 году было изменено на Государственный колледж Арлингтона (Arlington State College). Рост и развитие города Арлингтона в 1950-х годах привело к значительному расширению колледжа. Законодательный орган Техаса утвердил в апреле 1959 года четырёхгодичный статус колледжа, и осенью 1963 года его набор достиг 9 116 студентов. Из-за разногласий с Техасским университетом A&M начался процесс отделения Арлингтонского государственного колледжа от этого университета. Он вышел из Техасской системы A&M и официально стал частью системы Техасского университета 1 сентября 1965 года. Чтобы отразить свой новый статус, арлингтонский колледж принял в 1967 году своё текущее название — Техасский университет в Арлингтоне.
Венделл Неддерман был исполняющим обязанности президента с 1972 по 1974 год и президентом университета с 1974 по 1992 год. Его пребывание в должности характеризовалось ростом вуза: в эти годы количество аспирантов увеличилось с 936 до 4 200 человек, а общее количество студентов достигло 25 135 человек. Техасский специальный комитет по высшему образованию признал Техасский университет в Арлингтоне новым исследовательским институтом в 1987 году.

## Деятельность
В настоящее время университет состоит из 10 колледжей и школ (в скобках — год создания):
| - Инженерный колледж (1959) - College of Liberal Arts (1959) - College of Science (1959) - College of Business (1959) - College of Education (1963) | - Graduate School (1966) - School of Social Work (1967) - College of Nursing and Health Innovation (1976) - Honors College (1998) - Колледж архитектуры, планирования и связей с общественностью (2015) |

В Техасском университете в Арлингтоне имеется большое количество студенческих братств и сестринств. Спортивные команды университета известны под именем Mavericks. Выпускниками вуза были многие известные личности.
- См. Выпускники Техасского университета в Арлингтоне

### Руководители
Деканами президентами учебного заведения были:
| - 1895—1898 − Lee Morgan Hammond и William H. Trimble - 1898—1900 − Lee Morgan Hammond - 1900—1902 − W. W. Franklin - 1902—1913 − James M. Carlisle - 1913—1916 − Henry Kirby Taylor - 1916—1917 − John B. Dodson - 1917—1925 − Myron L. Williams - 1925—1946 − Edward Everett Davis - 1946—1958 − Ernest H. Hereford | - 1959—1968 − Jack R. Woolf - 1968—1972 − Frank Harrison - 1972—1992 − Wendell Nedderman - 1992—1995 − Ryan C. Amacher - 1995—2003 − Robert E. Witt - 2003—2004 − Charles A. Sorber - 2004—2013 − James D. Spaniolo - 2013—2020 − Vistasp Karbhari - с 2020 − Teik C. Lim |